# Юнацька збірна Нідерландів з футболу (U-18)
Юнацька збірна Нідерландів з футболу (U-18) — національна футбольна збірна Нідерландів, що складається із гравців віком до 18 років. Керівництво командою здійснює Футбольна федерація Нідерландів. Команда щороку проводить товариський турнір. Окрім цього, грає лише у товариських матчах. Команда переважно функціонує для підготовки гравців юнацької збірної Нідерландів (U-17) для юнацької збірної Нідерландів (U-19).